# Ingmar Stoltz
Ingmar Emil Morgan Stoltz, född 8 januari 1915 i Malmö Sankt Pauli församling, död 28 april 1998 i Västra Karups församling, Skåne län, var en svensk präst och författare. Han var son till prosten Johannes Stoltz och Karin, ogift Gerle. och bror till konstnären Jette Stoltz.
Ingmar Stoltz avlade teologie kandidat-examen 1941 och prästvigdes samma år. Han blev stiftsadjunkt för ungdomsvården och var socialsekreterare i Svenska kyrkans centralråd 1947–1973. Därefter var han kyrkoherde i Botkyrka församling under tiden 1974 till 1980. Ingmar Stoltz skrev bland annat Äktenskapet och lyckan (tillsammans med Sten Hultgren 1955) och Kärlek och äktenskap (tillsammans med andra 1969).
Han gifte sig 1945 med filosofie kandidat Brita Larsén (1919–2007), dotter till kapten Olof Larsén och Dagmar, ogift Wennersten. De fick barnen Karin 1946, Jan 1948 och Maria 1951.